# Dvojne i višestruke zvezde
Dvojne i višestruke zvezde predstavljaju sistem od dveju ili više zvezda koje su toliko međusobno blizu da se kreću jedna oko druge, odnosno, koje se okreću oko zajedničkog težišta na eliptičnim putanjama (zajednički centar mase).
Pretpostavlja se da je više od dve trećine svih zvezda član dvojnih i višestrukih sistema, a isto tako da u okolini Sunca takve zvezde čine preko 50% svih zvezda.
Za razliku od fizički dvojnih, čije je kretanje određeno silom uzajamne gravitacije, optički dvojnim zvezdama nazivamo dve ili više zvezda koje nemaju ništa zajedničko osim što se vide u približno istom pravcu.

## Istorijat izučavanja dvojnih zvezda
Postojanje zvezda koje su toliko međusobno blizu da se kreću jedna oko druge otkriveno je još polovinom XVII veka, ubrzo pošto je teleskop počeo da se koristi za astronomska posmatranja. Prvu dvojnu zvezdu otkrio je Rikoli još 1650. godine. Sam termin „dvojna zvezda“ ili dualna zvezda prvi put je upotrebljen 1802. godine.

## Pojam dvojnih zvezda
Dvojnu zvezdu čini par zvezda koje na okupu drži njihova zajednička sila privlačenja (sila gravitacije) i koje se okreću oko njihovog zajedničkog centra mase. Masivnija i sjajnija zvezda naziva se primarnom i obeležava se slovom A, dok je ona sa manjom masom sekundarna i obeležava se slovom B. Sekundarna zvezda se naziva još i pratilac. U odnosu na komponentu A mere se ugaono rastojanje i položajni ugao kao funkcija vremena. Putanja slabije zvezde oko sjajnije projektuje se na nebesku sferu kao elipsa. Utvrđeno je da Keplerovi zakoni važe i za ove elipse, čime je pokazana njihova univerzalnost, ali i univerzalnost Njutnovog zakona. Time je stvorena mogućnost određivanja zvezdanih masa što je imalo veliki značaj za dalji razvoj astronomije.
Uprkos svojoj prividnoj jednostavnosti, dvojni sistemi su često veoma složeni. U većini slučajeva, mase zvezda od kojih se dvojna zvezda sastoji znatno se razlikuju, što podrazumeva da one različito evoluiraju. Po Keplerovom zakonu poznato je da će dve tačkaste mase {\displaystyle M_{1}} i {\displaystyle M_{2}} kružiti oko zajedničkog centra gravitacije. Lagranž je rešio problem ekvipotencijalnih površi, tj. površi na kojima je gravitaciono privlačenje sistema {\displaystyle M_{1}} i {\displaystyle M_{2}} konstantno. Ograničena površina, čiji presek ima oblik „osmice“, poznata je pod imenom Rošova površ. Kad je poluprečnik jedne zvezde u sistemu istog reda veličine kao i uzajamno rastojanje para, njena površina poprima oblik jajeta sa ekvipotencijalnom površi. U graničnom slučaju, kad se jedna zvezda tokom svoje evolucije toliko uveća da prepuni svoju Rošovu površ, započeće prelaz njene materije na pratioca kroz presečnu tačku „osmice“ (Lagranžova tačka).

## Primena Keplerovih zakona na dvojne zvezde
Za razliku od Sunca i planeta čije su mase u odnosu na Sunčevu zanemarljive, Treći Keplerov zakon u zbiru zadržava i masu pratioca, pa je:
{\displaystyle \ M_{1}+M_{2}={\frac {4\pi ^{2}}{GT^{2}}}\cdot a^{3}}
Takođe važi jednačina :
{\displaystyle \ M_{1}r_{1}=M_{2}r_{2}}
gde su {\displaystyle M_{1}} i {\displaystyle M_{2}} mase zvezda, a {\displaystyle r_{1}} i {\displaystyle r_{2}} su njihova trenutna rastojanja od težišta sistema. Kako se samo težište sistema ne vidi, nego se mogu izmeriti njihove međusobne daljine koje određuju prividnu elipsu čija je velika poluosa {\displaystyle a}, važi i odnos :
{\displaystyle \ r_{1}+r_{2}=a}
Iz posmatranja se određuju period {\displaystyle T} i velika poluosa prividne elipse {\displaystyle a}, pri čemu se prelaz na veliku poluosu prave elipse vrši prema relaciji: {\displaystyle a} (AJ) {\displaystyle =a} (”) / {\displaystyle \pi } (”).
Ukoliko se {\displaystyle T} izrazi u godinama, a {\displaystyle a} u (AJ) (astronomskim jedinicama) izgubiće se množilac {\displaystyle \ 4\pi ^{2}/G}, a masa će se dobiti u Sunčevim masama, {\displaystyle M_{o}}. U opštem slučaju, prividna putanja jedne zvezde oko druge može da ima bilo koji položaj u prostoru. Pomoću Drugog Keplerovog zakona može se utvrditi položaj velike ose elipse.

## Podela dvojnih zvezda
Dvojne zvezde se dele na:
1. vizuelne (ili optičke, gde se oba člana sistema mogu odvojeno posmatrati),
2. astrometrijske (moguće je posmatrati samo glavnu zvezdu i na osnovu periodične promene njenog položaja može da se ustanovi postojanje njenog para)
3. spektroskopske (na osnovu periodičnih pomeranja spektralnih linija zaključuje se da se radi o dvojnoj zvezdi)
4. fotometrijske (zaklanjajuće, ekliptične) – komponente se uzajamno prividno zaklanjaju i otkrivaju što dovodi do promene ukupnog sjaja
5. tesno dvojne zvezde (dolazi do pretakanja masa između najčešće dve zvezde)

Dve zvezde se mogu naći u prividno istom položaju za posmatrača sa Zemlje, ali to ipak ne znači i obaveznu dvojnost. Takve zvezde, koje se samo projektuju u bliske tačke nebeske sfere, nazivaju se optički dvojne zvezde. Relativno kretanje jedne u odnosu na drugu obavlja se duž prave linije, što nije karakteristika dvojnih zvezda.
Astrometrijski dvojne zvezde su one za koje se čini da se kreću oko praznog prostora, odnosno nema vidljivog pratioca. Postoji više objašnjenja za tu pojavu; ili je pratilac vrlo slabog sjaja tako da je zaklonjen sjajem primarne zvezde ili se radi o objektu koji ne sija (na primer neutronska zvezda koja može da se detektuje samo preko iks-zraka). U nekim slučajevima pretpostavlja se da je nevidljivi pratilac u stvari crna rupa. Najbolji primer za takvu dvojnu zvezdu je Cygnus X-1, gde je masa nevidljivog pratioca jednaka masi od oko devet naših Sunca, što daleko prevazilazi masu neutronske zvezde, drugog mogućeg pratioca.
Snimanjem zvezdanih spektara utvrđeno je periodično pomeranje linija dvaju spektara koji se preklapaju. Ovakve zvezde se nazivaju spektroskopski dvojne zvezde. Iz karakteristika dijagrama radijalnih brzina jednoznačno se određuje većina parametara putanje dvojne zvezde ovakvog tipa. Spektroskopske dvojne zvezde je nemoguće videti kao dve posebne zvezde, čak ni sa najjačim teleskopima, ali spektralne linije registrovane u tom sistemu ukazuju na periodičnu pojavu Doplerovog efekta, indikatora zajedničke revolucije. Neke linije ukazuju na kretanje planete u smeru Zemlje, neke na kretanje u suprotnom smeru, a kasnije, kad zvezde zamene mesta u svojim orbitama, ova pojava se ponavlja, samo na obrnut način.
S obzirom na to da su ravni putanja dvojnih zvezda raspoređene slučajno, za jedan deo njih vizura može da leži u ravni putanje, tako da jedna zvezda periodično prividno zaklanja drugu. Takve zvezde se lako prepoznaju po karakterističnoj krivoj promene sjaja, pa im je i ime u skladu sa tim – pomračujuće, (zaklanjajuće, eklipsne) dvojne zvezde. U teleskopu se zvezda ne vidi razdvojena na komponente, pa je to novi pouzdan način da se utvrdi njena fizička dvojnost. Tipična zvezda ovog tipa je β Persej (Algol). Na osnovu specifičnosti krive sjaja, kao što su dubine i položaji minimuma, izračunavaju se sa dovoljnom pouzdanošću svi podaci o zvezdama i putanjama. Eklipsne dvojne zvezde imaju zajedničku ravan orbite koja se prostire u pravcu gledanja posmatrača sa Zemlje i pokazuju periodičnu promenu sjaja u zavisnosti od prolaska jedne zvezde ispred druge.
Tesno dvojne zvezde su specifična grupa dvojnih zvezda čije se komponente nalaze na tako malom međusobnom rastojanju da dolazi do pretakanja masa među njim, što direktno utiče na njihovu strukturu i evoluciju. Mnoge tesno dvojne zvezde su u isto vreme i fotometrijske (sklipsno) dvojne zvezde.
Postoji i druga podela dvojnih zvezda gde je kriterijum Rošova površ. Rošova površ je zapravo površina na kojoj je gravitaciono privlačenje sistema planeta jednako (ekvipotencijalna površ).
1. Razdvojena dvojna zvezda - vrsta dvojnih zvezda gde je svaka komponenta u okviru svoje Rošove površi. Zvezde nemaju neki veći uticaj jedna na drugu i u suštini se zasebno razvijaju.
2. Polurazdvojena dvojna zvezda - sistem u kome samo jedna zvezda ispunjava svoju Rošovu površ. Gas sa površine jedne zvezde, donora, prenosi se na drugu zvezdu.
3. Kontaktna dvojna zvezda - takav sistem u kom obe zvezde ispunjavaju svoje Rošove površi.

U nekim slučajevima B komponenta dvojne zvezde veoma je slabog sjaja pa se ne može uočiti ni najjačim teleskopima. Dvojnost se ipak može pouzdano utvrditi. Zvezde su najčešće približno jednakih masa, mada nejednakog sjaja. Putanja vidljive komponente među zvezdama slična je sinusoidi zato što obe zvezde obilaze oko težišta sistema.
Najkraći otkriveni period revolucije je 2,62 godine, dok je najduži 11.000 godina. Postoje i zvezde koje se na nebeskoj sferi nalaze na značajnom ugaonom rastojanju, a ipak imaju skoro podudarna sopstvena kretanja, paralakse i radijalne brzine. To su široki (razmaknuti) parovi, zvezde čija je stvarna udaljenost više hiljada astronomskih jedinica. Njihovi periodi revolucije su reda miliona godina. Takav par čine nama najbliže zvezde – Proksima Kentauri i α-Kentauri, razdvojene 10.000 AJ.
Od spektralno dvojnih zvezda prvo je otkrivena Mizar. Postoje i trostruke i višestruke zvezde. Zvezda θ Ori sastoji se od čak 6 zvezda koje, vezane gravitacijom, obilaze jedna oko druge. Veoma bliske dvojne zvezde, tzv. tesno dvojne zvezde ili tesni parovi, izuzetno su značajni za izučavanje evolucije zvezda.

## Višestruke zvezde
Višestruke zvezde su, kao i dvojne, sastavljene od više zvezda. Višestruke zvezde se mogu sastojati iz jedne dvojne oko koje se kreće treća zvezda, pa tako zajedno čine trostruku zvezdu. Postoje i složeniji slučajevi kada se dvojne zvezde okreću oko dvojnih ili trostrukih zvezda. Neke višestruke zvezde mogu da sadrže i do osam zvezda.
Višestruke zvezde su Alfa Kentauri (tri zvezde ), Kastor (6 zvezda ), Mizar (6 zvezda )....

## Značaj dvojnih i višestrukih zvezda
Pretpostavlja se da je više od dve trećine zvezda u našoj galaksiji dvojno ili višestruko, pošto je većina zvezda na razdaljini do 30 svetlosnih godina od Sunca dvojna ili višestruka. Mase komponenti spektroskopski dvojnih zvezda se određuju posmatranjem putanja i preko Njutnovog zakona gravitacije. Dvojne zvezde su jedine zvezde izvan Sunčevog sistema čije su mase direktno otkrivene.
Značajne su, jer preko njihovih masa mogu da se odrede mase sličnih zvezda. Merenje masa nekih dvojnih zvezda je poslužilo u dokazivanju zakona o odnosu mase i sjaja zvezde. Zapravo, njihov značaj je dvojak: s jedne strane, veliki broj zvezda, oko 50%, čini dvojne sisteme, a sa druge, kad su zvezde dovoljno blizu da utiču jedna na drugu (tesno dvojni sistemi), one predstavljaju „laboratoriju“ za proveru teorija evolucije zvezda u njihovim različitim fazama, uključujući i kompaktne ostatke karakteristične za poslednje faze.
Dvojne zvezde koje su istovremeno optički i spektroskopski dvojne su veoma retke, pa su dragocen izvor važnih informacija. Optički dvojne zvezde, osim ako nisu relativno blizu Zemlji, su zapravo međusobno vrlo udaljene i njihove male brzine je teško meriti spektroskopski. Za razliku od njih, spektroskopske dvojne zvezde se brzo kreću po svojim orbitama, ali se to dešava usled toga što su vrlo blizu jedna drugoj – često preblizu da bi se videli kao optički dvojne zvezde. Dvojne zvezde koje su ujedno i optički i spektroskopski dvojne su relativno blizu Zemlji.
Do sada je otkrivena samo jedna planeta koja se okreće oko dvostruke zvezde i to je HD 188753 Ab.

## Sirijus – dvojna zvezda
Sirijus se nalazi u sazvežđu Velikog Psa, pa se naziva i Pseća Zvezda. To je najsjajnija zvezda na nebu, udaljena od Zemlje oko 8,6 svetlosnih godina. Dobio je ime od grčke reči seirios što znači „onaj koji gori“. Na našem nebu od Sirijusa jači sjaj imaju samo Sunce, Mesec, i Venera, Mars i Jupiter, ali samo u trenutku svog najjačeg sjaja. Sirijus A, veća komponenta ove dvojne zvezde, je veličine dva naša Sunca i 20 puta je sjajniji od Sunca. Na osnovu posmatranja njegove putanje, 1844. je zaključeno da ima pratioca, što je kasnije posmatranjem i potvrđeno. Sirijus B je beli patuljak, koji se intenzivno istražuje, jer je to prvi beli patuljak, čija je analiza spektra omogućila potvrđivanje pretpostavki koje su sledile iz opšte teorije relativnosti.

## Реference
1. ↑  Мишић, Милан, ур. (2005). Енциклопедија Британика. А-Б. Београд: Народна књига : Политика. стр. 145. ISBN 86-331-2075-5.
2. ↑  „Gale - Enter Product Login”. go.galegroup.com. Приступљено 03. 10. 2016.
3. ↑  Filippenko, Alex, Understanding the Universe (of The Great Courses on DVD), Lecture 46, time 1:17, The Teaching Company, Chantilly, VA, USA, 2007

## Literatura
- Dimitrijević, M. & Tomić, A.. Astronomija : za IV razred gimnazije. Zavod za udžbenike i nastavna sredstva: Beograd. 2005.  978-86-17-12069-4.
- Astronomy 606 (Stellar Structure and Evolution) lecture notes, Cole Miller, Department of Astronomy, University of Maryland
- Astronomy 162, Unit 2 (The Structure & Evolution of Stars) lecture notes, Richard W. Pogge, Department of Astronomy, Ohio State University
- Hansen, Carl J.; Kawaler, Steven D.; Trimble, Virginia (2004). Stellar interiors: physical principles, structure, and evolution (2nd изд.). Springer-Verlag. ISBN 978-0-387-20089-7.
- Prialnik, Dina (2000). An Introduction to the Theory of Stellar Structure and Evolution. Cambridge University Press. ISBN 978-0-521-65065-6.
- Ryan, Sean G.; Norton, Andrew J. (2010). Stellar Evolution and Nucleosynthesis. Cambridge University Press. стр. 125. ISBN 978-0521133203.
- Stahler, S. W. & Palla, F. (2004). The Formation of Stars. Weinheim: Wiley-VCH. ISBN 978-3-527-40559-6.
- Lada, Charles J.; Lada, Elizabeth A. (1. 9. 2003). „Embedded Clusters in Molecular Clouds”. Annual Review of Astronomy and Astrophysics. 41 (1): 57—115. ISSN 0066-4146. arXiv:astro-ph/0301540 . doi:10.1146/annurev.astro.41.011802.094844.
- Prialnik, Dina (2000). An Introduction to the Theory of Stellar Structure and Evolution. Cambridge University Press. 195—212. ISBN 978-0-521-65065-6.
- Dupraz, C.; Casoli, F. (1990-06-04). „The Fate of the Molecular Gas from Mergers to Ellipticals”. Dynamics of Galaxies and Their Molecular Cloud Distributions: Proceedings of the 146th Symposium of the International Astronomical Union. Paris, France: Kluwer Academic Publishers. Bibcode:1991IAUS..146..373D.
- Lequeux, James (2013). Birth, Evolution and Death of Stars. World Scientific. ISBN 978-981-4508-77-3.
- Williams, J. P.; Blitz, L.; McKee, C. F. (2000). „The Structure and Evolution of Molecular Clouds: from Clumps to Cores to the IMF”. Protostars and Planets IV. стр. 97. Bibcode:2000prpl.conf...97W. arXiv:astro-ph/9902246 .
- Alves, J.; Lada, C.; Lada, E. (2001). Tracing H2 Via Infrared Dust Extinction. Cambridge University Press. стр. 217. ISBN 978-0-521-78224-1.
- Sanders, D. B.; Scoville, N. Z.; Solomon, P. M. (1. 2. 1985). „Giant molecular clouds in the Galaxy. II – Characteristics of discrete features”. Astrophysical Journal, Part 1. 289: 373—387. Bibcode:1985ApJ...289..373S. doi:10.1086/162897.